# Ecnomus tagalensis
Ecnomus tagalensis är en nattsländeart som först beskrevs av Banks 1916.  Ecnomus tagalensis ingår i släktet Ecnomus och familjen trattnattsländor. Inga underarter finns listade i Catalogue of Life.